# Aisha Gurbanli
Aisha Gurbani, född 28 april 1993, är en azerisk judoutövare.
Boukli tävlade för Azerbajdzjan vid olympiska sommarspelen 2020 i Tokyo. Hon blev utslagen i den första omgången i extra lättvikt mot Catarina Costa.